# 泰爾利代代戰役
泰爾利代代戰役是1919年－1922年希土戰爭期間，發生於土耳其艾登附近的衝突戰。當時希臘軍隊計畫將艾登附近的土耳其非正規軍打退，在泰爾利代代山脊發起了進攻。

## 戰役過程

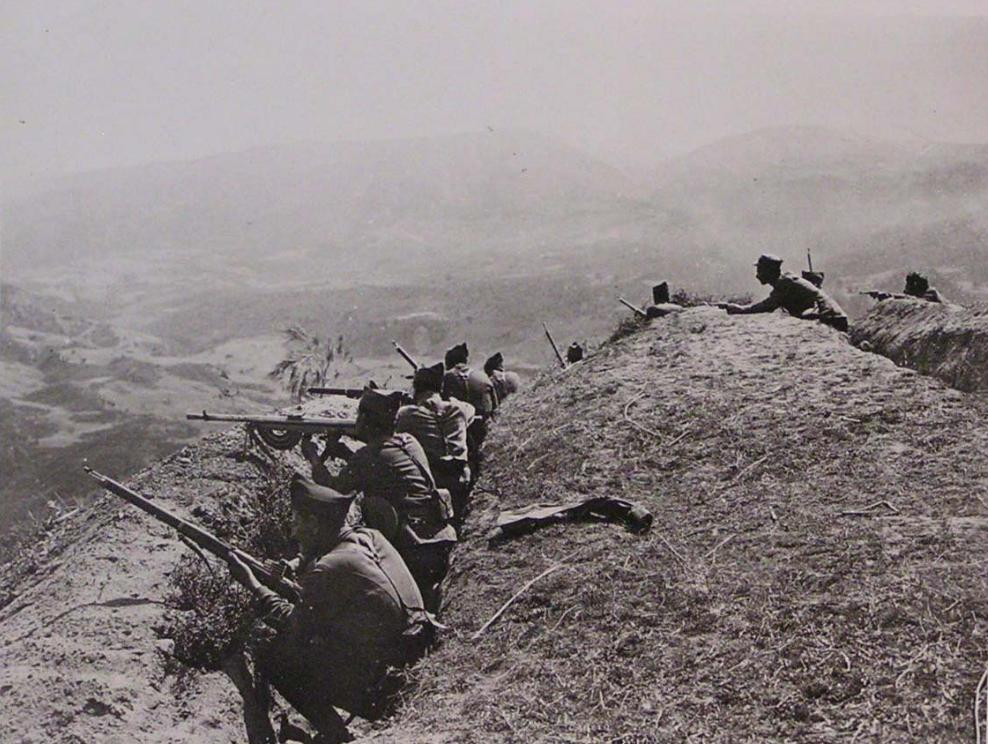
1919年夏天的希軍

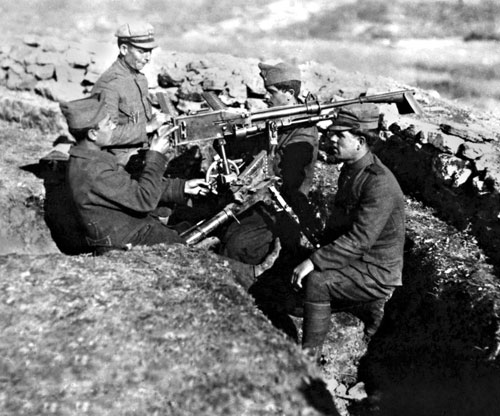
希軍的機槍陣地

6月25日，希軍向位駐防於歐瓦米爾（Ovaemir）-伊尼柯伊-卡德柯伊防線的土軍進攻。卡拉杜爾穆斯（Karadurmuş）排所防守的右翼，面對到強大的機槍火力；左翼的守軍則由來自卡基爾貝利、貝德爾（Beydere）等地的志願軍，以及賽拉米貝伊的科卡里排所組成。中間地區則由希內里·塔希爾（Çineli Tahir）排駐守。守軍總數約為200人，而他們的對手，則是在重機槍支援下發起進攻的一個希軍營（約800人）。很快地，土軍就耗盡了彈藥，而且更慘的是，該地地形並不適合在面對為數眾多的敵軍下堅守。面臨此一困境，土軍決定放棄此地，向南方的大門德雷斯河退去。

## 結果
希軍在進攻時傷亡了超過人30人，而土軍僅在撤退時戰死6人與少數人負傷。戰鬥過後，希軍燒毀了歐瓦米爾、伊尼柯伊及卡德柯伊。這些村莊的多數居民早些時刻就已逃走，只有老人與行動不便者仍待在原地，但他們後來也被希軍殺害。被殺死的土軍人頭上沾滿鮮血，並被插在步槍刺刀的頂端，以展示給艾登省的土耳其居民。

## 來源
- Oğuz Gülcan, BATI ANADOLU’DA KUVAYI MİLLİYENİN OLUŞUMU (1919–1920) （页面存档备份，存于）, Ankara Üniversitesi Türk İnkılap Tarihi Enstitüsü, 2007, page 259-260 (Ankara University Open Archive System). （土耳其文）